# East Windsor (Connecticut)
East Windsor es un pueblo ubicado en el condado de Hartford en el estado estadounidense de Connecticut. En el año 2005 tenía una población de 10.447 habitantes y una densidad poblacional de 153 personas por km².

## Geografía
East Windsor se encuentra ubicada en las coordenadas 41°55′00″N 72°33′28″O / 41.91667, -72.55778.

## Demografía
Según la Oficina del Censo en 2000 los ingresos medios por hogar en la localidad eran de $51,092, y los ingresos medios por familia eran $60,694. Los hombres tenían unos ingresos medios de $39,785 frente a los $33,446 para las mujeres. La renta per cápita para la localidad era de $24,899. Alrededor del 4.1% de la población estaban por debajo del umbral de pobreza.